# Fordson Thames 7V
Der je nach Händlernetz von Ford of Britain angebotene Fordson Thames 7V oder Fordson 7V wurde 1937 als Nachfolger des Ford Modell BB erstmals vorgestellt. Der mit einer Nutzlast bis zu 5 Tonnen erhältliche, damals sehr moderne Lkw in Frontlenker-Bauweise, ermöglichte eine größere Wendigkeit in städtischer Umgebung. Zwei verschiedene Radstände waren erhältlich, und das Fahrgestell lieferte die Basis für diverse Aufbauten. So war z. B. der Fordson Thames 7V zur Zeit des Zweiten Weltkrieges der meistverbreitete Feuerwehrwagen. Angetrieben wurde die Modellreihe vom allbekannten V8 Ford Flathead Seitenventilmotor mit zuletzt 85 PS Leistung. Mittels Dreigang (optional Viergang) Schaltgetriebe und Kardanwelle erfolgte der Antrieb auf die Hinterräder. Für die damalige Zeit herausstechend war die einteilige Frontscheibe, welche zur Belüftung aufgeklappt werden konnte, und ein Schiebedach über dem Beifahrersitz.
Frühe 7Vs die in den Jahren 1937 und 1938 gebaut wurden, hatten einen geschwungenen rundlichen Kühlergrill, während er ab den 1939 gebauten 7Vs flach stand und ebenso wie die Scheinwerfer kleiner war. Diese Maßnahmen waren Folgen des beginnenden Krieges und der damit einhergehenden Rohstoffverknappung. Die Produktion auch der zivilen 7Vs wurde während des ganzen Krieges aufrechterhalten. Für den Einsatz der Armee wurde auch eine gepanzerte Version produziert.
Unmittelbar nach Kriegsende wurden zahlreiche Verbesserungen eingeführt, die herausragendsten waren eine neue Bremsanlage und eine Sattelzugmaschine. Ein 4,7-Liter-Perkins-Engines-Reihen-Sechszylinder Dieselmotor mit 45 PS Leistung war ab 1948 optional erhältlich. Bis Mitte 1949 wurde die Modellreihe in Dagenham produziert und vom Fordson Thames ET abgelöst. Ebro baute das Modell in Lizenz als Ebro 7V.